# 内竹村
内竹村（ないだけむら）は、かつて新潟県北蒲原郡にあった村。

## 沿革
- 1889年（明治22年）4月1日 - 町村制施行に伴い北蒲原郡上内竹村、下内竹村、下新保村、古寺村、上新保村、江口村、丑首村、小見村、山崎村が合併し、内竹村が発足。
- 1901年（明治34年）11月1日 - 北蒲原郡五十公野村と合併し、五十公野村を新設して消滅。